# 犀牛海豚
犀牛海豚（英文：Rhinoceros Dolphin）是一种未經科學認可的海豚物種，于19世纪的地中海首次目擊，这是一种有着两个背鳍、皮肤有不规则白色斑点的海豚，主要目擊區域爲地中海及桑威奇群岛与新南威尔士州附近海域。

## 历史
1819年，法国博物学家約瑟夫·保羅·蓋馬爾与让·勒内·康斯特·盖伊在太平洋航行期间目击犀牛海豚，并在1824年命名了科学名称：Delphinus rhinoceros。另一研究者Michel Raynal在1991年则命名了新的科学名称：Cetodipteros rhinoceros。
1856年4月，英国英格兰康沃尔郡兰尼提湾（Lantivet Bay）一群普通海豚中被发现有一只有着两个背鳍的海豚。据报道，类似的目击还有多次，但仍未有可靠的证据证明犀牛海豚的存在。

## 理论
- 变异或畸形的海豚，目前已有证据表明座头鲸会出现双背鳍的个体。[6]
- 已知海豚误判，比如将海豚的鳍状肢误当作背鳍。[7]
- 未被发现的新种鲸豚。

- 布氏中喙鲸。[7]